# Dzán (kommun)
Dzán är en kommun i Mexiko.   Den ligger i delstaten Yucatán, i den östra delen av landet, 1 000 km öster om huvudstaden Mexico City. Antalet invånare är 4 941. Arean är 61 kvadratkilometer.
Terrängen i Dzán är platt.
Följande samhällen finns i Dzán:
- Dzán